# Linwood (New Jersey)
Linwood – miasto w Stanach Zjednoczonych, w stanie New Jersey, w hrabstwie Atlantic.